# Parenti Motors Corporation
Parenti Motors Corporation war ein US-amerikanischer Hersteller von Automobilen.

## Unternehmensgeschichte

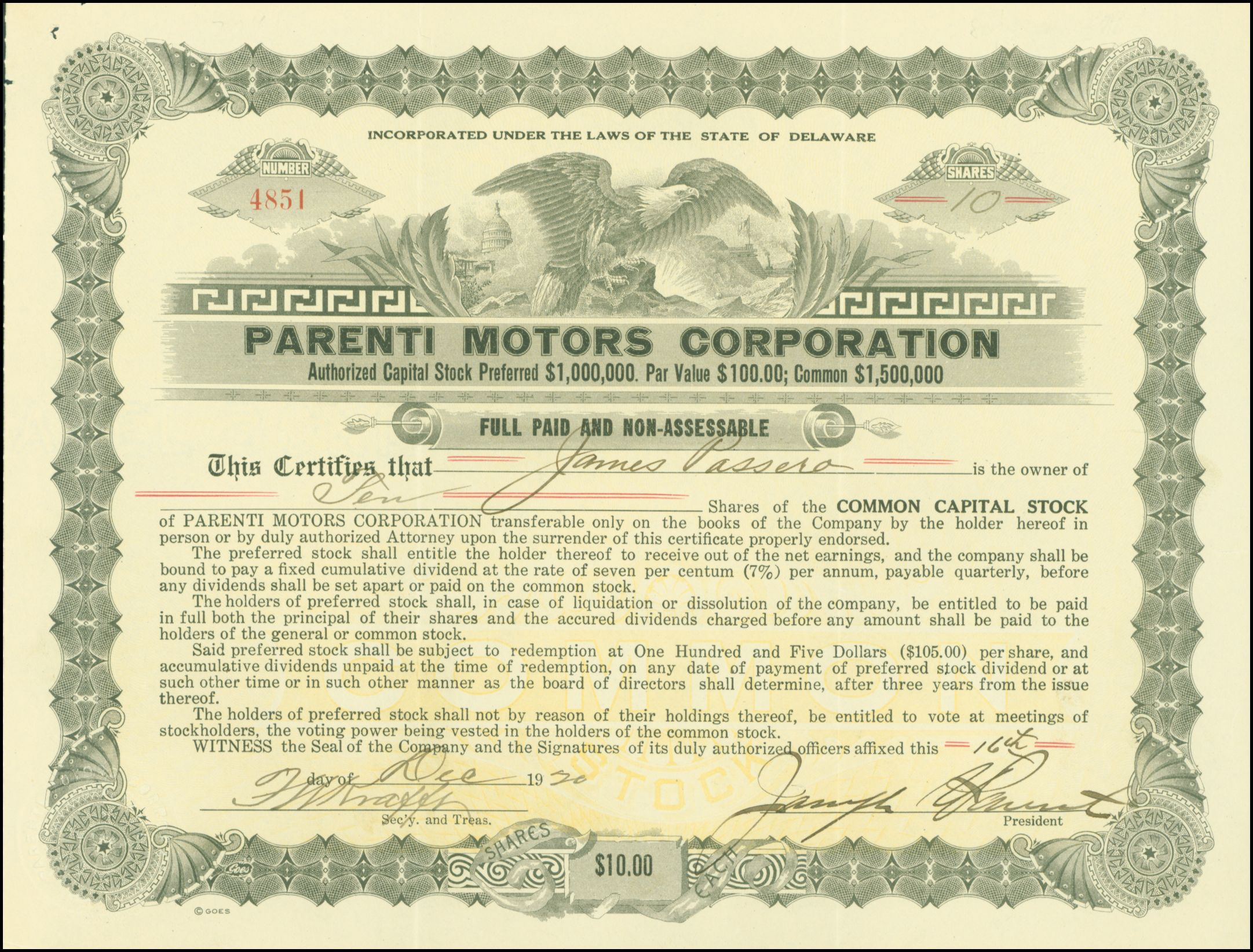
Aktie der Parenti Motors Corp. vom 16. Dezember 1920

Joseph S. Parenti gründete Anfang 1920 das Unternehmen. Der Sitz war in Buffalo im US-Bundesstaat New York. Im gleichen Jahr begann die Produktion von Automobilen. Der Markenname lautete Parenti. Im Oktober 1921 wurde die Adria Motor Car Corporation wegen Patentverletzung verklagt. Im Sommer 1922 ging das Geld aus. Die Produktion endete. Die Hanover Motor Car Company übernahm die Fabrik. Insgesamt entstanden 18 Fahrzeuge.
Über 11.000 Investoren, die 3 Millionen US-Dollar eingezahlt hatten, verloren ihr Geld.

## Fahrzeuge
Das erste Modell war der Direct Blast aus den Jahren 1920 bis 1921. Er hatte einen selbst hergestellten V8-Motor mit Luftkühlung. Er war mit 35 PS angegeben. Das Fahrgestell hatte 312 cm Radstand. Die Karosserien bestanden aus weniger Metall als üblich. Genannt sind jeweils zwei verschiedene Tourenwagen und Limousinen. Einige waren in auffallend hellen Farben lackiert.
Darauf folgte der Six. Er hatte einen ebenfalls luftgekühlten Sechszylindermotor von Cameron, wobei unklar bleibt, ob es Cameron war.
1922 hatte der Six einen Sechszylindermotor von der Falls Motor Corporation. Er leistete 46 PS. Die Fahrzeuge hatten nun einen Stahlrahmen und eine Karosserie aus Aluminium. Der Radstand betrug 307 cm. Genannt sind Tourenwagen und Roadster.

## Modellübersicht
| Jahr      | Modell       | Zylinder | Leistung (PS) | Radstand (cm) | Aufbau                 |
| --------- | ------------ | -------- | ------------- | ------------- | ---------------------- |
| 1920–1921 | Direct Blast | 8        | 35            | 312           | Tourenwagen, Limousine |
| 1922      | Six          | 6        | 46            | 307           | Tourenwagen, Roadster  |